# هشتک (صورت فلکی)
هَشتَک(به انگلیسی: Octans) یا ثُمْن به معنی یک‌هشتم دایره، جنوبی‌ترین صورت فلکی آسمان است که از نیمکره شمالی دیده نمی‌شود این صورت فلکی توسط نیکولاس-لوئی دو لاکای به وجود آمد. محور جنوبی حرکت زمین (قطب جنوبی آسمان) در نزدیکی سیگما هشتک قرار دارد.
هشتک یک صورت فلکی کم‌فروغ است که در عمق نیم‌کره جنوبی آسمانی واقع شده است. نام آن در لاتین به معنای «هشتمین بخش یک دایره» است، اما به نام اکتانت، یکی از ابزارهای ناوبری، نام‌گذاری شده است. این صورت فلکی توسط نیکولاس-لوئی دو لاکای، اخترشناس پادشاهی فرانسه در سال ۱۷۵۲ ایجاد شد و همچنان یکی از صورت‌های فلکی است. قطب سماوی جنوبی در مرزهای هشتک قرار دارد.

## تاریخچه و اسطوره‌شناسی
هشتک یکی از ۱۴ پیکر آسمانی بود که توسط نیکولاس-لوئی دو لاکای، اخترشناس فرانسوی، در طول سفرش به دماغه امید نیک تعریف شد و در ابتدا «هشتک بازتابشی» (l’Octans de Reflexion) نامیده شد. او این صورت فلکی را در سال ۱۷۵۲ پس از مشاهده و ثبت تقریباً ۱۰ هزار ستاره جنوبی در طول اقامت دو ساله خود در دماغه امید نیک ابداع کرد. او چهارده صورت فلکی جدید را در مناطقی از نیم‌کره جنوبی آسمانی که از اروپا قابل مشاهده نبودند، طراحی کرد. همه به جز یکی از این صورت‌های فلکی به ابزارهایی اختصاص داشتند که نماد عصر روشنگری بودند.
این صورت فلکی بخشی از کاتالوگ آسمان جنوبی او به نام «آسمان جنوبی پرستاره» (به لاتین: Coelum Australe Stelliferum) بود که پس از مرگش در سال ۱۷۶۳ منتشر شد. در اروپا، این صورت فلکی با نام «هشتک هَدلی» (به لاتین: Octans Hadleianus)، به افتخار جان هدلی، ریاضی‌دان انگلستان که در سال ۱۷۳۰ اکتانت (گوشه‌سنج) را اختراع کرد، شناخته شد. به دلیل کم‌نور بودن، قدمت نسبتاً جدید و عرض جغرافیایی جنوبی بسیار زیاد، هشتک ارتباط خاصی با اسطوره‌شناسی ندارد.

## ویژگی‌های قابل توجه

### ستارگان

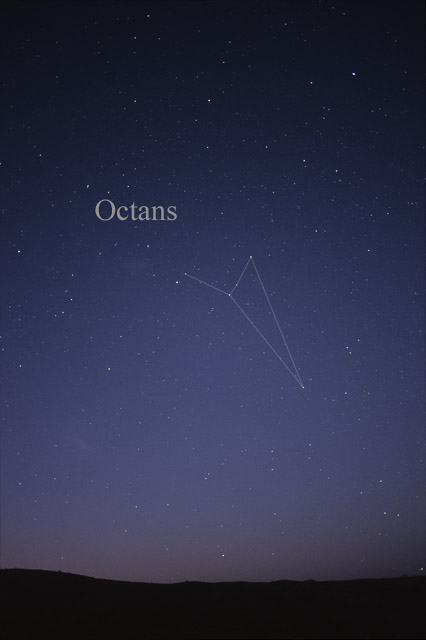
صورت فلکی هشتک آن‌گونه که با چشم غیرمسلح دیده می‌شود.

هشتک به‌طور کلی یک صورت فلکی کم‌نور است که تنها یک ستاره آن از قدر ۴ روشن‌تر است. پرنورترین عضو آن نو هشتک، یک ستاره غول در ردهٔ K1 III با قدر ظاهری ۳٫۷۳ است. این ستاره در فاصله ۶۳٫۳ ± ۰٫۸ سال نوری از زمین قرار دارد.
بتا هشتک دومین ستاره پرنور این صورت فلکی است.
سیگما هشتک، ستاره قطبی جنوبی، یک ستاره با قدر ۵٫۴ است که تنها یک درجه با قطب سماوی جنوبی فاصله دارد. کم‌نور بودن نسبی آن باعث می‌شود برای ناوبری کاربردی نباشد.
بی‌کیو هشتک یک ستاره کم‌نورتر با قدر ۶٫۸۲ است که فاصله بسیار کمتری (کمتر از یک درجه) نسبت به سیگما با قطب جنوب دارد.
علاوه برداشتن ستاره قطبی جنوبی زمین، هشتک همچنین ستاره قطبی جنوبی زحل، یعنی دلتا هشتک با قدر ۴٫۳ را نیز در خود جای داده است.
انجمن نجوم آفریقای جنوبی در سال ۲۰۰۳ گزارش داد که مشاهده ستاره‌های میرای آر هشتک و تی هشتک به شدت مورد نیاز است.
چهار سامانهٔ ستاره‌ای شناخته شده‌اند که سیاره دارند. مو۲ هشتک یک سامانهٔ دوتایی است که یکی از اجزای روشن‌تر آن سیاره دارد. نو هشتک اِی نیز یک سیاره مداری دارد. اچ‌دی ۱۴۲۰۲۲ یک سامانهٔ دوتایی است که یکی از اجزای آن یک ستاره شبیه خورشید با یک سیاره عظیم با دوره مداری ۱۹۲۸ ± ۴۶ روز است. اچ‌دی ۲۱۲۳۰۱ یک ستاره رشته اصلی زرد-سفید با یک مشتری داغ است که هر ۲٫۲ روز یک مدار کامل می‌زند.

### اجرام اعماق آسمان

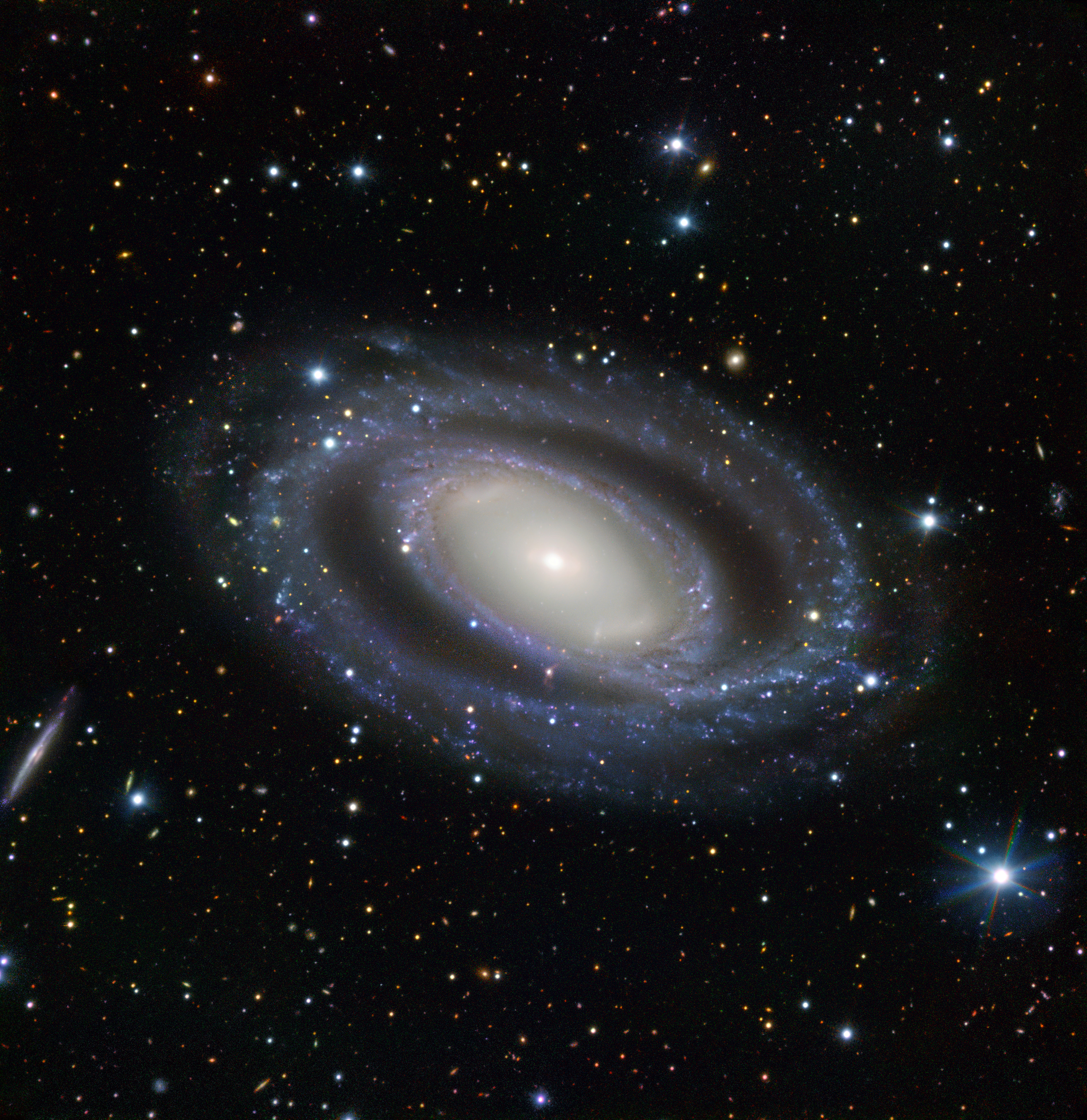
ان‌جی‌سی ۷۰۹۸

ان‌جی‌سی ۲۵۷۳ (که به عنوان «جنوبی‌ترین به قطب» نیز شناخته می‌شود) یک کهکشان مارپیچی میله‌ای کم‌نور است که در نزدیکی قطب سماوی قرار دارد. ان‌جی‌سی ۷۰۹۵ و ان‌جی‌سی ۷۰۹۸ دو کهکشان مارپیچی میله‌ای هستند که به ترتیب ۱۱۵ میلیون و ۹۵ میلیون سال نوری از زمین فاصله دارند. خوشه ستاره‌ای باز کم‌تراکمی به نام کولیندِر ۴۱۱ نیز در این صورت فلکی قرار دارد.

## نام‌گذاری‌ها
یواس‌اس اکتانس (ای‌اف-۲۶) یک کشتی ذخیره‌سازی بود که توسط نیروی دریایی ایالات متحده آمریکا در طول جنگ جهانی دوم استفاده می‌شد.